# August Nissen
August Peter Simon Nissen (* 5. August 1874 in Lunden; † 21. März 1955 in Hamburg) war ein deutscher Architekt. Er war ab 1904 in Hamburg-Rahlstedt ansässig und errichtete hier repräsentative Bauten.

## Leben
Nissen wurde als drittes Kind eines Bauholzhändlers in Dithmarschen geboren, wo er auch seine Jugend verbrachte. Nach einer Zimmererlehre und Besuch der Schule für Bauhandwerker konnte er an der Königlich Technischen Hochschule Charlottenburg das Architekturstudium abschließen.
Ab 1903 wurde er von der Eisenbahndirektion in Altona angestellt und arbeitete am Bau des Hamburger Hauptbahnhofs mit.
Nach seiner Heirat mit Martha Friedrichsen zog Nissen 1904 nach Altrahlstedt und machte sich dort selbständig. Durch die Errichtung eines Bahnhofes entwickelte sich die vormalige preußische Landgemeinde zu einem beliebten Villenvorort am Rand Hamburgs. Bis zum Ersten Weltkrieg entwarf und errichtete er etliche Villen in Rahlstedt, von denen drei unter Denkmalschutz gestellt wurden:
- Die ehemalige Villa Söchting dient heute als Pfarrhaus für die katholische Kirche Mariä Himmelfahrt[4]
- Wohnhaus Buchwaldstraße 71, Haus und Garten für Dr.Bruns, 1909
- Einfamilienhaus Remstedtstraße 6

Neben Entwürfen für verschiedene Geschäftshäuser im Rahlstedter Zentrum erhielt er Aufträge für kirchliche Bauten von der Propstei Stormarn.
Im Ersten Weltkrieg diente Nissen bei den Eisenbahnpionieren an der Ostfront. Nach Kriegsende betrieb er sein Architekturbüro gemeinsam mit seiner Tochter in Rahlstedt und hatte seinen Entwurfsschwerpunkt bei Geschäftshäusern. 1927 verlegte er sein Büro nach Hamburg und wurde vom Amtsgericht Alton zum amtlichen Schätzer bestellt.
Er verstarb 1955 in Hamburg und wurde in Rahlstedt beigesetzt.

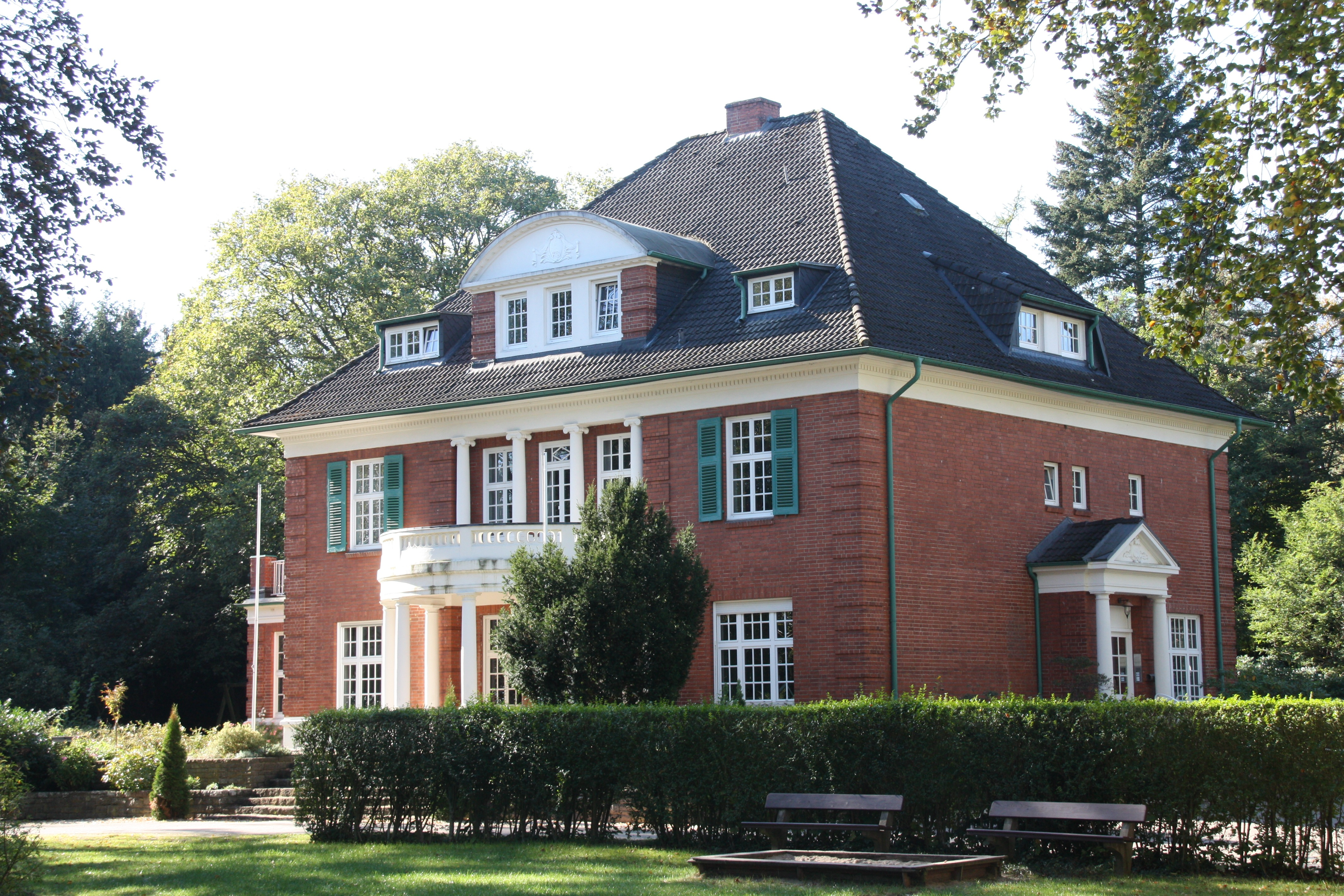
vorm.Villa Söchting / Pfarrhaus Mariä Himmelfahrt
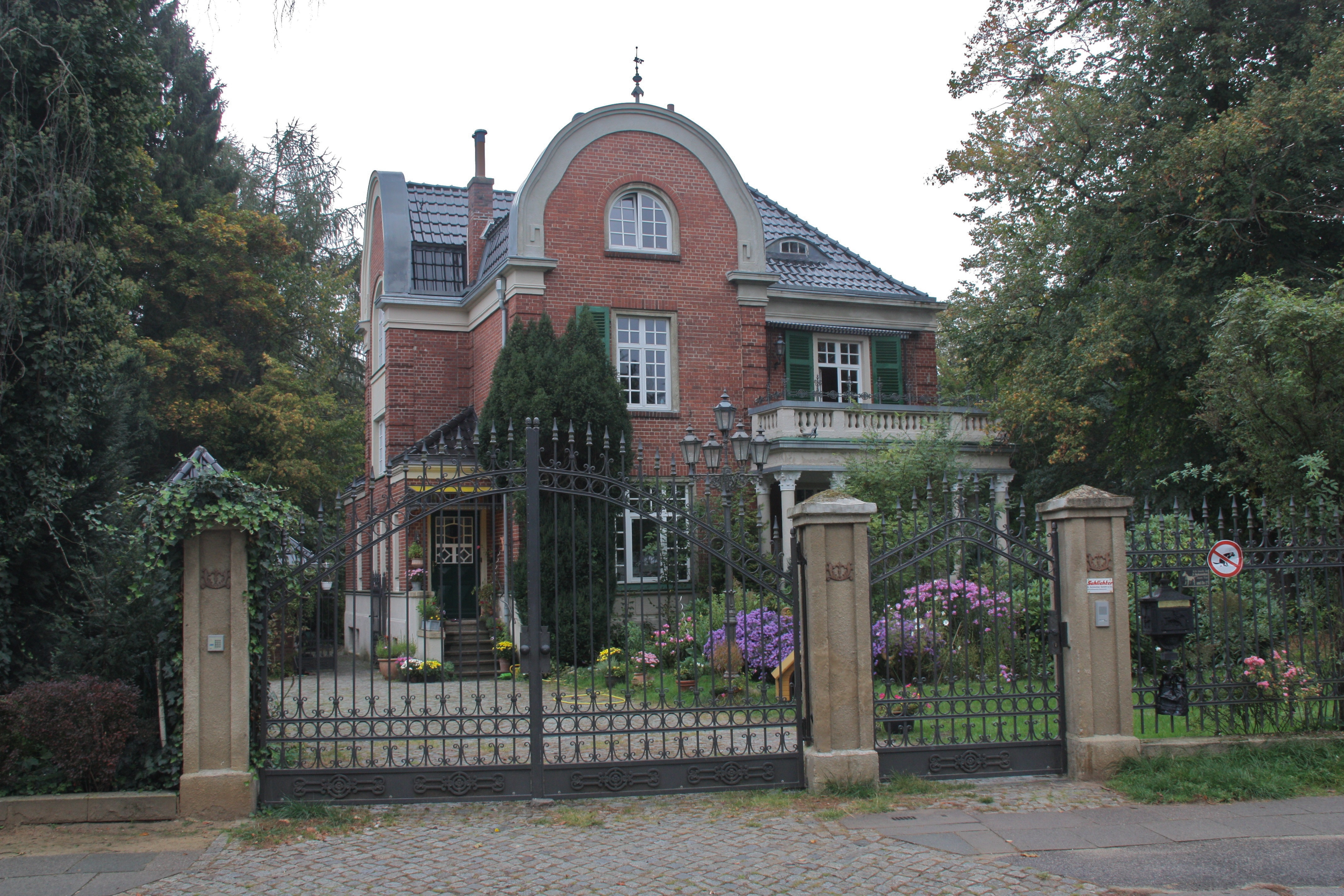
Villa Buchwaldstr 71